# Буњевачки говор
Буњевачки говор (познат и као буњевачки језик) је назив за говор, односно језик Буњеваца у Бачкој. Базиран је на икавском изговору штокавског наречја. Буњевачки је четврти службени језик града Суботице. У Суботици на буњевачком излазе Буњевачке новине, док Радио-телевизија Војводине емитује део свог програма и на буњевачком.

## Историја
Прва школа на буњевачком отворена је у Сомбору 1717. године, а потом су школе отворене и у Бачу (1734), Гари (1735), Бођанима (1741) и Суботици (1752). Године 1745, град Суботица добија свој статут написан на буњевачком, док је 1850. буњевачки озваничен и у службеној употреби у Суботици. Угарским законом из 1868. године, немађарским народима су била загарантована права у школству, али је у пракси буњевачка настава била потискивана наставом на мађарском језику.

## Демографија
Према попису из 1910. године, 33.247 грађана Суботице се изјаснило да им је буњевачки матерњи језик. Током постојања Југославије, говорници буњевачког су, у резултатима пописа, сврставани у говорнике српскохрватског језика.
У резултатима пописа из 2002. године у Србији приказани су само говорници већих језика, док су грађани који су се изјаснили да им је матерњи језик буњевачки, сврстани у категорију „остали језици“.
У резултатима пописа из 2011. године, 6.835 становника Србије се изјаснило да им је матерњи језик буњевачки.

## Оспоравања буњевачког
Национални савет Буњеваца у Србији је 2004. године од просветних власти АП Војводине затражио да се у основне школе уведе наставни предмет "Буњевачки говор с елементима националне културе". 2005. године је Педагошки завод Војводине одобрио план и програм овог наставног предмета. Овоме се успротивио Демократски савез Хрвата у Војводини и објављено је "отворено писмо" у којем се тражи да власти "престану потицати подјеле хрватске етничке заједнице у Војводини, укључујући ту и потпору подјели јединственога књижевнога језика којим се служи хрватски народ свагдје у свијету". У поменутом писму је такође наведено да "Буњевци, осим у Србији, живе и у Мађарској, Хрватској и Босни и Херцеговини те да се њихова припадност хрватскому народу у питање доводи само у Србији", да "Буњевци говоре новоштокавско-икавским дијалектом, који је опћенито најраширенији хрватски дијалект и на којем се темељио хрватски књижевни језик у XVIII стољећу", као и да је "књижевност бачких Буњеваца од својих почетака интегрални дио хрватске књижевности и да је њезин језик по свему (графији, правопису, лексику, морфолошким и синтактичким обиљежјима те најфреквентнијим начинима стилизације) хрватски".
Након ових политичких реакција, Покрајински секретаријат за образовање и културу је суспендовао одлуку Педагошког завода Војводине и затражио мишљење од САНУ и ВАНУ о буњевачком језику. У одговору који је стигао од САНУ, а који је потписао академик Зоран Ковачевић, наведено је да САНУ сматра да "буњевачкој националној мањини треба омогућити изучавање матерњег, односно буњевачког језика са елементима националне културе у институцијама предшколског, основног и средњег образовања и васпитања, што је у складу са законским прописима". Међутим, од ВАНУ је, са потписом академика Јулијана Тамаша стигао одговор да ВАНУ сматра "како је усмену и писану језичку традицију Буњеваца као регионалне заједнице најбоље описивати неутралним називом ‘говор’, чиме би се избегла политизација статуса термина и појмова типа ‘национални језик’ и ‘дијалекат’".
Након консултација Покрајинског секретаријата за образовање и културу са Националним саветом Буњеваца, донета је компромисна одлука да се у наставу уведе предмет "Буњевачки говор с елементима националне културе", како би се избегла употреба термина "језик".